# Пеле: Народження легенди
«Пеле: Народження легенди» (англ. Pelé: Birth of a Legend) — американський біографічний фільм 2016 року, оснований на житті та кар'єрі легендарного бразильського футболіста Пеле.

## Сюжет
Сюжетна лінія фільму охоплює дитинство майбутньої легенди футболу, до перемоги на Чемпіонаті світу у Швеції, коли Пеле було сімнадцять років. Доля Едсона Арантіса ду Насіменту не завжди була прихильна до нього. Його батько був гравцем, який подавав надії, але рано отримав травму і не зміг досягти значних досягнень. Сім'я жила небагато. Попри це, батьки дуже любили своїх дітей та намагалися зробити все, щоб допомогти їм вибитися у люди.

## В ролях
- Кевін де Паула — Пеле з 13 до 17 років
- Леонардо Ліма Карвальо — Пеле в 10 років
- Сеу Жоржі — Дондіньо
- Маріана Нуньєс — Селесте, мати Пеле
- Вінсент Д'Онофріо — Вісенте Феола
- Мілтон Гонсалвес — Валдемар де Бріто
- Дієго Бонета — Жозе Альтафіні.
- Колм Міні — Джордж Рейнор
- Феліпе Сімас — Гаррінча
- Фернандо Карузо — Зіто.
- Родріго Санторо — бразильський диктор
- Пеле — чорношкірий джентльмен у лобі стокгольмського готелю.

## Знімання
Основна робота над фільмом розпочалася в Ріо-де-Жанейро 30 вересня 2013. Спочатку планувалося приурочити прем'єру картини до старту XX чемпіонату світу з футболу, але 9 лютого 2014 року було оголошено, що фільм вийде під час чемпіонату світу з футболу 2014 року, тому що він перебуває в стані постпродакшну і ведуть деяке повторне знімання.